# Crailing House
Crailing House ist ein Herrenhaus nahe der schottischen Ortschaft Crailing in der Council Area Scottish Borders. 1971 wurde das Bauwerk in die schottischen Denkmallisten in der höchsten Denkmalkategorie A aufgenommen.

## Beschreibung
Das Herrenhaus steht isoliert wenige hundert Meter südlich von Crailing. Direkt westlich verläuft das Oxnam Water, das ein kurzes Stück flussabwärts in den Teviot einmündet. Crailing House wurde im Jahre 1803 nach einem Entwurf des lokalen Architekten William Elliot erbaut. 1952 wurde es überarbeitet. Es wird zu den bedeutendsten Bauwerken der Regencyarchitektur in den Scottish Borders gezählt. Der schottische Komiker Rory Bremner erwarb Crailing House im Jahre 2009 und stieß nötige Restaurierungsmaßnahmen an.
Neben den Gärten umfasst das Anwesen noch mehrere Außengebäude, die teils eigenständig denkmalgeschützt sind. Hierzu zählen die Stallungen sowie die West Lodge, die jeweils als Baudenkmäler der Kategorie B klassifiziert sind.